# Ana Puljiz
Ana Viktorija Puljiz (1 de enero de 2002) es una deportista croata que compite en judo. Ganó una medalla de bronce en el Campeonato Europeo de Judo de 2022, en la categoría de –52 kg.

## Palmarés internacional
| Campeonato Europeo | Campeonato Europeo | Campeonato Europeo | Campeonato Europeo |
| Año                | Lugar              | Medalla            | Categoría          |
| ------------------ | ------------------ | ------------------ | ------------------ |
| 2022               | Sofía (Bulgaria)   | Medalla de bronce  | –52 kg             |